# Пастафаріанство

Летюче Локшинне Чудовисько

Пастафаріанство (англ. Pastafarianism) або Церква Летючого Локшинного Чудовиська (англ. Church of the Flying Spaghetti Monster) — суспільний рух, що пропагує безтурботний погляд на релігію і виступає проти викладання креаціонізму в державних школах. Пастафаріанство, яке є пародійною релігією, започатковане фізиком Боббі Гендерсоном 2005 року на знак протесту проти рішення департаменту освіти штату Канзас. Цим рішенням у шкільний курс вводилася концепція розумного задуму як альтернатива еволюційному вченню. У відкритому листі на своєму вебсайті Гендерсон проповідує віру в надприродного творця, схожого на макарони й тюфтелі — Летючого Локшинного Чудовиська (ЛЛЧ), і закликає до вивчення пастафаріанства в школах поряд з іншими релігіями, тим самим використовуючи аргумент reductio ad absurdum (доведення до абсурду).
Назву засновано на грі слів, вона асоціюється з растафаріанством та італійським словом «паста» (італ. pasta), що означає макаронні вироби, а послідовники називають себе пастафаріанами.
В листі Гендерсона, зокрема, йдеться про те, що кожного разу, як науковець здійснює радіовуглецевий аналіз, його божество змінює результат вимірювання своєю макаронною правицею. Гендерсон стверджує, що його переконання є не менш логічними, ніж теорія «розумного задуму», і закликає вивчати його теорію нарівні з теорією еволюції та теорією розумного задуму. Після публікації Гендерсоном цього листа на його сайті Летюче Макаронне Чудовисько стало символом протистояння навчанню теорії розумного задуму в звичайних школах.
Пастафаріанські принципи (що часто пародіюють креаціонізм) представлені на створеному Гендерсоном сайті Пастафаріанської Церкви і в написаному ним 2006 року Євангелії Летючого Локшинного Чудовиська. Центральним є те, що невидиме і невідчутне Летюче Локшинне Чудовисько створило Всесвіт. Пірати шануються як перші пастафаріани. Гендерсон стверджує, що зниження кількості піратів на Землі стало причиною глобального потепління.[джерело?]
Пастафаріанці зображують Творця світу як сплетіння макаронів навколо пари тефтелей, що довільно ширяють у повітрі. Творець у пастафаріанців називається Літаючим Макаронним Монстром.
У пастафаріанстві немає молитов, але є переконання. Крім того, у пастафаріанців є Євангеліє Літаючого Макаронного Монстра і вісім «Краще б ти цього не робив» (у вигляді альтернативи 10 заповідям).

## Свята
Пастафаріанські вірування поширюються в ненав'язливих релігійних обрядах. Пастафаріани відзначають кожну п'ятницю як святий день. Молитви закінчуються заключним словом «Рамінь», складеним з «Амінь» («Amen») і «Рамен» (японська локшина швидкого приготування).
Святкування «Пастхи» (пародія на християнську Пасху) вимагає вживання великої кількості макаронних виробів, а під час «Рамендану» (пародія на Рамадан) вживають лише локшину Рамена; Міжнародний день «Говори як пірат», сприймається пастафаріанами як свято. Приблизно під час Різдва, Хануки і Кванзи пастафаріани святкують нечітко визначене свято під назвою «Свято». У Свята немає конкретної дати святкування. За словами Хендерсона, оскільки пастафаріани «відкидають догматику та формалізм», для Свята не існує конкретних вимог. Пастафаріани відзначають свято будь-яким способом, який їм заманеться. Пастафаріани виступають за використання фрази «Щасливих Свят», а не традиційних привітань (наприклад, «Щасливого Різдва»).

## Пастафаріанство в Україні
В Україні офіційно з'явився громадський рух «Українська пастафаріанская церква», вона ж Церква Літаючого макаронного Монстра, це сталося офіційно у жовтні 2013 року. 
Скорочено «Українська пастафаріанська церква (Макаронна парафія)» називає себе УПЦ МП, пише Сегодня.
Інформацію про реєстрацію підтвердив начальник Оболонського районного управління юстиції у місті Києві Максим Жданов.
«Українська пастафаріанська церква» зареєстрована як громадська організація. У них немає статуту, немає свідоцтва, вони просто заявили про те, що будуть збиратися», - розповів Жданов.
Офіційну реєстрацію пастафаріани відзначили Пастною ходою - кілька десятків людей з атрибутикою пройшлися центром Києва.